# M1920 14インチ列車砲
14-inch M1920列車砲（14-inch M1920 railway gun）は、アメリカ陸軍が配備した最後の列車砲である。

## 概要

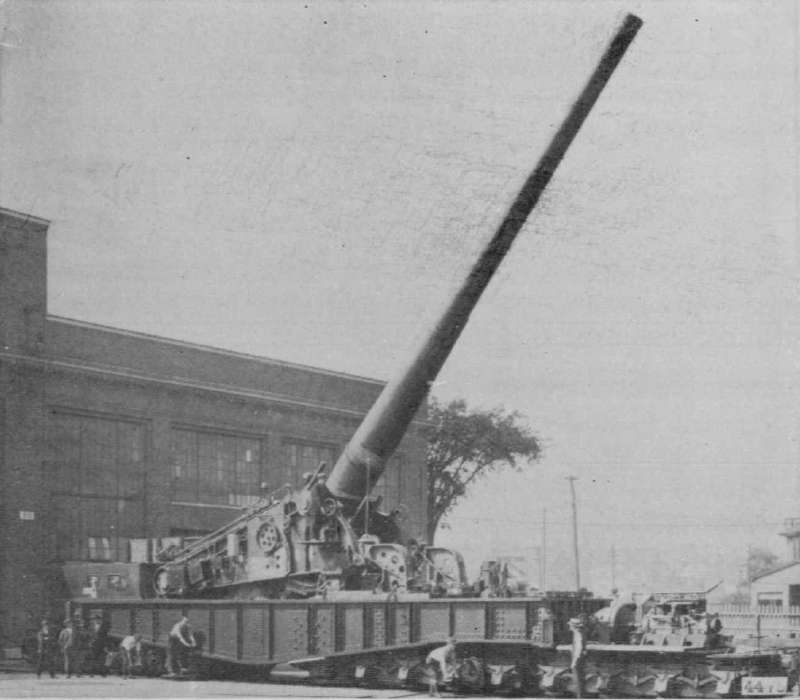

初期の列車砲との大きな違いはM1920の台車にある。これは設置・撤去が状況に応じて可能である。まず要塞側には固定砲架が設置された。そしてこの砲の車輪部分は台枠から取り外すことができた。車輪を外した後、砲は360度回転が可能な旋回台に載せられ、沿岸防御において敵船を狙う需要に応じた。こうした台車は砲のより柔軟な運用を可能にした。またカーブしたレールを用いて砲を移動させる基本的な運用法を可能とした。そして砲はより適切な位置から使用することができた。
この砲はロサンゼルスの港湾防衛のため、マッカーサー要塞に2つ配備された。残り2つはパナマ運河地帯のグラント要塞とランドルフ要塞に配備された。こちらはパナマ地峡鉄道を通じて太平洋・大西洋両岸側にも移動できた。第二次世界大戦の終了後、攻撃を受ける脅威が無くなったため、この砲は全て処分された。

## 外部サイト
カリフォルニア州軍事博物館・・・ M1920列車砲の運用場面の写真などがある。（この砲についての記述のソースは英語版wikipediaなのでここでの引用は不可。）